# إلياس هيسه
إلياس هيسه (بالألمانية: Elias Hesse)‏ هو مستكشف وكاتب ألماني، ولد في 1658 في Ottendorf (Sebnitz) ‏ في ألمانيا، وتوفي في 1689.